# Sport Club Marsala 1950-1951
Questa pagina raccoglie i dati riguardanti lo Sport Club Marsala nelle competizioni ufficiali della stagione 1950-1951.

## Divise
I colori sociali del Marsala Calcio sono l'azzurro ed il bianco.
| Casa | Trasferta |

## Rosa
| N. |                   | Ruolo | Calciatore       |
| -- | ----------------- | ----- | ---------------- |
|    | Italia (bandiera) | A     | Umberto Badii    |
|    | Italia (bandiera) | D     | A. Barattucci    |
|    | Italia (bandiera) | A     | B. Bianco        |
|    | Italia (bandiera) | P     | Pietro Caccamo   |
|    | Italia (bandiera) | C     | Armando Correnti |
|    | Italia (bandiera) | C     | Carmelo Di Bella |
|    | Italia (bandiera) | C     | Mario Galassi    |
|    | Italia (bandiera) | P     | Cesare Goffi     |

| N. |                    | Ruolo | Calciatore          |
| -- | ------------------ | ----- | ------------------- |
|    | Italia (bandiera)  | D     | Rosario Lazzara     |
|    | Italia (bandiera)  | C     | A. Lionetti         |
|    | Italia (bandiera)  | C     | Giovanni Maggio     |
|    | Italia (bandiera)  | D     | G. Ottonello        |
|    | Italia (bandiera)  | A     | Vincenzo Pellegrino |
|    | Italia (bandiera)  | D     | Giuseppe Rubino     |
|    | Italia (bandiera)  | D     | G. Settembrini      |
|    | Romania (bandiera) | A     | Florian Radu        |